# 西尼齊亞 (赫里斯季諾夫卡區)
48°41′45″N 30°4′15″E / 48.69583°N 30.07083°E
西尼齊亞（烏克蘭語：Синиця）是位於烏克蘭中部的村莊，由切爾卡瑟州烏曼區的帕蘭卡市鎮負責管轄。該村面積3.5平方公里，海拔高度241米。